# Málaga Club de Fútbol 2011-2012
Questa voce raccoglie le informazioni riguardanti il Málaga Club de Fútbol nelle competizioni ufficiali della stagione 2011-2012.

## Stagione
La stagione 2011-2012 è stata la trentunesima in Liga per il Málaga. In panchina è stato confermato il tecnico cileno Manuel Pellegrini, subentrato nella stagione precedente al portoghese Jesualdo Ferreira. Nel calciomercato estivo il club ha acquistato a titolo definitivo van Nistelrooij e Mathijsen dall'Amburgo, Monreal dall'Osasuna, Toulalan dal Olympique Lione, Sánchez dal Siviglia, Joaquín e Isco dal Valencia, Santi Cazorla dal Villareal. In uscita, oltre al ritiro di Francesc Arnau, il club ha ceduto Manu Torres e Manuel Gaspar Haro al Cartagena e David Gonzalez al Real Oviedo. Hanno lasciato il club da svincolati Mtiliga, Galatto, Toribio, Jordi Pablo e Fernando. Nella sessione invernale, invece, il club ha acquistato il portiere Kameni dall'Espanyol e ceduto Stadsgaard al Copenaghen. Ha ceduto in prestito, inoltre, Apoño ed Edinho. Il club biancoblu ha ottenuto il 4º posto in campionato, frutto di 17 vittorie, 7 pareggi e 14 sconfitte. In Coppa del Re il club andaluso ha superato il doppio confronto nei sedicesimi di finale contro il Getafe, ma è uscito sconfitto dalle due gare valide per gli ottavi di finale contro il Real Madrid di José Mourinho.

## Organigramma societario
- Manuel Pellegrini - Allenatore
- Rubén Cousillas - Allenatore in 2ª
- Xabi Mancisidor - Preparatore portieri
- Enrique Ruiz,  José Cabello e  Fernando Lacomba - Preparatori atletici
- dr. Juan Carlos Pérez Frías - Responsabile settore medico
- Marcelino Torrontegui - Massaggiatore
- Fernando Hierro[16] - Direttore generale e Direttore sportivo
- Vicente Valcarce,  Giráldez Carrasco,  Miguel Zambrana e  Juan Carlos Salcedo - Dirigenti accompagnatori

## Rosa[17]
| N. |                        | Ruolo | Calciatore                |
| -- | ---------------------- | ----- | ------------------------- |
| 1  | Spagna (bandiera)      | P     | Rubén Martínez            |
| 2  | Spagna (bandiera)      | D     | Jesús Gámez (capitano)    |
| 3  | Brasile (bandiera)     | D     | Weligton (vice capitano)  |
| 4  | Danimarca (bandiera)   | D     | Kris Stadsgaard           |
| 5  | Argentina (bandiera)   | D     | Martín Demichelis         |
| 6  | Spagna (bandiera)      | C     | Ignacio Camacho           |
| 7  | Spagna (bandiera)      | C     | Joaquín                   |
| 8  | Francia (bandiera)     | C     | Jérémy Toulalan           |
| 9  | Paesi Bassi (bandiera) | A     | Ruud van Nistelrooij      |
| 10 | Spagna (bandiera)      | C     | Apoño                     |
| 11 | Uruguay (bandiera)     | C     | Sebastián Bruno Fernández |
| 12 | Spagna (bandiera)      | C     | Santi Cazorla             |
| 13 | Argentina (bandiera)   | P     | Wilfredo Caballero        |
| 14 | Paesi Bassi (bandiera) | D     | Joris Mathijsen           |
| 15 | Spagna (bandiera)      | D     | Nacho Monreal             |
| 16 | Italia (bandiera)      | C     | Enzo Maresca              |

| N. |                       | Ruolo | Calciatore         |
| -- | --------------------- | ----- | ------------------ |
| 17 | Portogallo (bandiera) | C     | Duda               |
| 18 | Portogallo (bandiera) | C     | Eliseu             |
| 19 | Brasile (bandiera)    | A     | Júlio Baptista     |
| 20 | Argentina (bandiera)  | C     | Diego Buonanotte   |
| 21 | Spagna (bandiera)     | D     | Sergio Sánchez     |
| 22 | Spagna (bandiera)     | C     | Isco               |
| 23 | Venezuela (bandiera)  | A     | Salomón Rondón     |
| 24 | Portogallo (bandiera) | C     | Edinho             |
| 25 | Portogallo (bandiera) | D     | Hélder Rosário     |
| 24 | Camerun (bandiera)    | P     | Carlos Kameni      |
| 26 | Spagna (bandiera)     | A     | Juanmi             |
| 27 | Spagna (bandiera)     | C     | Francisco Portillo |
| 28 | Spagna (bandiera)     | C     | Recio              |
| 35 | Spagna (bandiera)     | P     | Pol Freixanet      |
| 41 | Argentina (bandiera)  | D     | Javier Malagueño   |
| 50 | Spagna (bandiera)     | P     | Toni Casamayor     |

## Calciomercato

### Sessione estiva(dall'1/7 al 31/8)
| Acquisti | Acquisti             | Acquisti        | Acquisti      |
| R.       | Nome                 | da              | Modalità      |
| -------- | -------------------- | --------------- | ------------- |
| D        | Martín Demichelis    | Bayern Monaco   | definitivo    |
| A        | Ruud van Nistelrooij | Amburgo         | definitivo    |
| D        | Joris Mathijsen      | Amburgo         | definitivo    |
| D        | Nacho Monreal        | Osasuna         | definitivo    |
| C        | Jérémy Toulalan      | Olympique Lione | definitivo    |
| D        | Sergio Sánchez       | Siviglia        | definitivo    |
| C        | Joaquín              | Valencia        | definitivo    |
| C        | Xavi Torres          | Levante         | fine prestito |
| C        | Javi López           | Ponferradina    | fine prestito |
| C        | Daniel Toribio       | Ponferradina    | fine prestito |
| A        | Jordi Pablo          | FC Cartagena    | fine prestito |
| C        | Edu Ramos            | Leganés         | fine prestito |
| C        | David González       | Cadice          | fine prestito |
| A        | Diego Buonanotte     | River Plate     | fine prestito |
| C        | Edinho               | Marítimo        | fine prestito |
| A        | Isco                 | Valencia        | definitivo    |
| C        | Santi Cazorla        | Villarreal      | definitivo    |

| Cessioni | Cessioni             | Cessioni         | Cessioni      |
| R.       | Nome                 | a                | Modalità      |
| -------- | -------------------- | ---------------- | ------------- |
| P        | Francesc Arnau       |                  | fine carriera |
| D        | Patrick Mtiliga      |                  | svincolato    |
| P        | Rodrigo Galatto      |                  | svincolato    |
| A        | Quincy Owusu-Abeyie  | Al-Sadd          | fine prestito |
| P        | Sergio Asenjo        | Atlético Madrid  | fine prestito |
| D        | Manu Torres          | FC Cartagena     | definitivo    |
| D        | Manuel Gaspar Haro   | FC Cartagena     | definitivo    |
| C        | Javi López           | Real Jaén        | prestito      |
| C        | Daniel Toribio       |                  | svincolato    |
| D        | Edu Ramos            | Villarreal B     | prestito      |
| D        | Iván González        | Real M. Castilla | prestito      |
| D        | Sergio Díaz Castilla | Hércules         | prestito      |
| C        | Sandro Silvia        | Internacional    | prestito      |
| C        | Xavi Torres          | Levante          | prestito      |
| C        | David González       | Real Oviedo      | definitivo    |
| A        | Jordi Pablo          |                  | svincolato    |
| C        | Fernando             |                  | svincolato    |

### Sessione invernale(dall'3/1 al 31/1)
| Acquisti | Acquisti      | Acquisti | Acquisti   |
| R.       | Nome          | da       | Modalità   |
| -------- | ------------- | -------- | ---------- |
| P        | Carlos Kameni | Espanyol | definitivo |

| Cessioni | Cessioni        | Cessioni       | Cessioni   |
| R.       | Nome            | a              | Modalità   |
| -------- | --------------- | -------------- | ---------- |
| D        | Kris Stadsgaard | Copenaghen     | definitivo |
| C        | Apoño           | Real Saragozza | prestito   |
| A        | Edinho          | Coimbra        | prestito   |

## Risultati

### Primera División

#### Girone di andata
| Arbitro: | Undiano Mallenco |

|            |           |                                 |
| Rondón 85’ | Marcatori | 33’, 51’, 81’ Messi 48’ Sánchez |

| Arbitro: | Carlos Delgado Ferreiro |

|                 |           |             |
| Negredo 2’, 26’ | Marcatori | 81’ Cazorla |

| Arbitro: | Miguel Ángel Ayza Gámez |

|                                  |           |  |
| Cazorla 3’, 48’ Joaquín 24’, 72’ | Marcatori |  |

| Arbitro: | Miguel Ángel Pérez Lasa |

|  |           |                    |
|  | Marcatori | 39’ (aut.) Cáceres |

| Arbitro: | Fernando Teixeira Vitienes |

|             |           |  |
| Cazorla 61’ | Marcatori |  |

| Saragozza 25 settembre 2011, ore 22:00 CEST 6ª giornata | Real Saragozza    | 0 – 0 referto | Malaga | La Romareda (18.000 spett.)\| Arbitro: \| Estrada Fernández \| |
| Arbitro:                                                | Estrada Fernández |               |        |                                                                |

| Arbitro: | Álvarez Izquierdo |

|                                               |           |                      |
| Van Nistelrooy 65’ Maresca 87’ Baptista 90+2’ | Marcatori | 56’ P. León 75’ Miku |

| Arbitro: | César Muñiz Fernández |

|                                 |           |  |
| Barkero 14’ Juanlu 31’ Koné 39’ | Marcatori |  |

| Arbitro: | Antonio Miguel Mateu Lahoz |

|  |           |                                      |
|  | Marcatori | 11’ Higuaín 23’, 28’, 38’ C. Ronaldo |

| Arbitro: | Miguel Ángel Ayza Gámez |

|                       |           |  |
| Botelho 5’ Tamudo 69’ | Marcatori |  |

| Arbitro: | Carlos Delgado Ferreiro |

|                            |           |             |
| Rondon 5’ Apoño 72’ (rig.) | Marcatori | 45’ Vázquez |

| Siviglia 5 novembre 2011, ore 20:00 CET 12ª giornata | Betis                      | 0 – 0 referto | Malaga | Stadio Benito Villamarín (38.853 spett.)\| Arbitro: \| Fernando Teixeira Vitienes \| |
| Arbitro:                                             | Fernando Teixeira Vitienes |               |        |                                                                                      |

| Arbitro: | Eduardo Iturralde González |

|           |           |                                            |
| Arana 70’ | Marcatori | 47’ Isco 65’ (aut.) González 88’ Fernández |

| Arbitro: | Carlos Velasco Carballo |

|                      |           |           |
| Toulalan 5’ Isco 40’ | Marcatori | 16’ Ruben |

| Arbitro: | Javier Turienzo Álvarez |

|                                            |           |                          |
| Demichelis 10’ (aut.) Vela 89’ Ifrán 90+2’ | Marcatori | 20’ Rondón 59’ Fernández |

| Arbitro: | Estrada Fernández |

|            |           |           |
| Juanmi 70’ | Marcatori | 33’ Baldé |

| Arbitro: | Iglesias Villanueva |

|                 |           |  |
| Soldado 36’ 62’ | Marcatori |  |

| Malaga 7 gennaio 2012, ore 22:00 CET 18ª giornata | Malaga                         | 0 – 0 referto | Atlético Madrid | Stadio La Rosaleda (30.000 spett.)\| Arbitro: \| José Antonio Teixeira Vitienes \| |
| Arbitro:                                          | José Antonio Teixeira Vitienes |               |                 |                                                                                    |

| Arbitro: | Carlos del Cerro Grande |

|                        |           |                    |
| Gálvez 35’ Trejo 90+2’ | Marcatori | 88’ van Nistelrooy |

#### Girone di ritorno
| Arbitro: | Javier Turienzo Álvarez |

|                               |           |            |
| Puyol 13’ Messi 35’, 59’, 64’ | Marcatori | 26’ Rondón |

| Arbitro: | César Muñiz Fernández |

|                           |           |                    |
| Weligton 8’ Fernández 19’ | Marcatori | 15’ Luna Rodríguez |

| Arbitro: | Mateu Lahoz |

|                              |           |            |
| Ighalo 56’ López Montaña 80’ | Marcatori | 67’ Rondón |

| Arbitro: | Miguel Ángel Ayza Gámez |

|                                       |           |            |
| Fernández 11’ Toulalan 55’ Rondón 67’ | Marcatori | 3’ Pereira |

| Arbitro: | Carlos Clos Gómez |

|                                         |           |  |
| Amorebieta 58’ San José 61’ Toquero 62’ | Marcatori |  |

| Arbitro: | Javier Turienzo Álvarez |

|                                                                      |           |            |
| Fernández 45’ Da Silva 76’ (aut.) Demichelis 77’ Isco 79’ Rondón 88’ | Marcatori | 23’ Aranda |

| Arbitro: | Undiano Mallenco |

|            |           |                                       |
| Castro 41’ | Marcatori | 56’ Eliseu 82’ Toulalan 90+2’ Cazorla |

| Arbitro: | Iglesias Villanueva |

|            |           |  |
| Rondón 56’ | Marcatori |  |

| Arbitro: | Miguel Ángel Ayza Gámez |

|             |           |               |
| Benzema 35’ | Marcatori | 90+2’ Cazorla |

| Arbitro: | Mateu Lahoz |

|                                     |           |                               |
| Rondón 34’ 57’ Maresca 69’ Duda 85’ | Marcatori | 4’ Diego Costa 83’ Trashorras |

| Arbitro: | Carlos Clos Gómez |

|              |           |                                   |
| Coutinho 24’ | Marcatori | 75’ van Nistelrooy 78’ Demichelis |

| Arbitro: | Fernando Teixeira Vitienes |

|  |           |                       |
|  | Marcatori | 39’ Castro 45’ Dorado |

| Arbitro: | Carlos del Cerro Grande |

|                                         |           |  |
| Isco 22’ Cazorla 63’ van Nistelrooy 83’ | Marcatori |  |

| Arbitro: | Álvarez Izquierdo |

|                       |           |             |
| Senna 83’ Pérez 90+3’ | Marcatori | 65’ Cazorla |

| Arbitro: | González González |

|          |           |                 |
| Isco 19’ | Marcatori | 48’ Xabi Prieto |

| Arbitro: | Carlos Delgado Ferreiro |

|               |           |             |
| Supernino 53’ | Marcatori | 66’ Cazorla |

| Arbitro: | Fernando Teixeira Vitienes |

|             |           |  |
| Camacho 26’ | Marcatori |  |

| Arbitro: | César Muñiz Fernández |

|                     |           |            |
| Koke 68’ Adrián 78’ | Marcatori | 37’ Eliseu |

| Arbitro: | Carlos Delgado Ferreiro |

|            |           |  |
| Rondón 49’ | Marcatori |  |

### Coppa del Re

#### Sedicesimi di finale
| Arbitro: | Undiano Mallenco |

|  |           |            |
|  | Marcatori | 84’ Juanmi |

| Arbitro: | Carlos Clos Gómez |

|                                   |           |                               |
| van Nistelrooy 45’ Buonanotte 86’ | Marcatori | 51’ (aut.) Caballero 78’ Mané |

#### Ottavi di finale
| Arbitro: | Fernando Teixeira Vitienes |

|                                     |           |                            |
| Khedira 68’ Higuaín 70’ Benzema 78’ | Marcatori | 10’ Sánchez 29’ Demichelis |

| Arbitro: | Miguel Ángel Pérez Lasa |

|  |           |             |
|  | Marcatori | 72’ Benzema |

## Statistiche

### Statistiche di squadra
| Competizione     | Punti | In casa | In casa | In casa | In casa | In casa | In casa | In trasferta | In trasferta | In trasferta | In trasferta | In trasferta | In trasferta | Totale | Totale | Totale | Totale | Totale | Totale | DR |
| Competizione     | Punti | G       | V       | N       | P       | Gf      | Gs      | G            | V            | N            | P            | Gf           | Gs           | G      | V      | N      | P      | Gf     | Gs     | DR |
| ---------------- | ----- | ------- | ------- | ------- | ------- | ------- | ------- | ------------ | ------------ | ------------ | ------------ | ------------ | ------------ | ------ | ------ | ------ | ------ | ------ | ------ | -- |
| Primera División | 58    | 19      | 13      | 3       | 3       | 35      | 21      | 19           | 4            | 4            | 11           | 19           | 32           | 38     | 17     | 7      | 14     | 54     | 53     | +1 |
| Coppa del Re     | -     | 2       | 0       | 1       | 1       | 2       | 3       | 2            | 1            | 0            | 1            | 3            | 3            | 4      | 1      | 1      | 2      | 5      | 6      | -1 |
| Totale           | 58    | 21      | 13      | 4       | 4       | 37      | 24      | 21           | 5            | 4            | 12           | 22           | 35           | 42     | 18     | 8      | 16     | 59     | 59     | 0  |

### Statistiche dei giocatori
In corsivo i giocatori che hanno lasciato la squadra durante la stagione. 
| Giocatore         | Primera División | Primera División | Primera División | Primera División | Coppa di Spagna | Coppa di Spagna | Coppa di Spagna | Coppa di Spagna | Totale   | Totale | Totale      | Totale     |
| Giocatore         | Presenze         | Reti             | Ammonizioni      | Espulsioni       | Presenze        | Reti            | Ammonizioni     | Espulsioni      | Presenze | Reti   | Ammonizioni | Espulsioni |
| ----------------- | ---------------- | ---------------- | ---------------- | ---------------- | --------------- | --------------- | --------------- | --------------- | -------- | ------ | ----------- | ---------- |
| R. Martínez       | 4                | -9               | 0                | 0                | 0               | 0               | 0               | 0               | 4        | -9     | 0           | 0          |
| J. Gámez          | 26               | 0                | 3                | 0                | 1               | 0               | 1               | 0               | 27       | 0      | 4           | 0          |
| Weligton          | 19               | 1                | 5                | 0                | 1               | 0               | 0               | 1               | 20       | 1      | 5           | 1          |
| K. Stadsgaard     | 0                | 0                | 0                | 0                | 0               | 0               | 0               | 0               | 0        | 0      | 0           | 0          |
| M. Demichelis     | 35               | 3                | 7                | 1                | 4               | 1               | 1               | 0               | 39       | 4      | 8           | 1          |
| I. Camacho        | 13               | 1                | 5                | 0                | 1               | 0               | 0               | 0               | 14       | 1      | 5           | 0          |
| Joaquín           | 23               | 2                | 2                | 0                | 2               | 0               | 0               | 0               | 25       | 2      | 2           | 0          |
| J. Toulalan       | 25               | 3                | 6                | 1                | 4               | 0               | 2               | 0               | 29       | 3      | 8           | 1          |
| Duda              | 24               | 2                | 10               | 2                | 2               | 0               | 0               | 0               | 26       | 2      | 10          | 2          |
| R. van Nistelrooy | 28               | 4                | 3                | 0                | 4               | 1               | 0               | 0               | 32       | 5      | 3           | 0          |
| Apoño             | 6                | 1                | 1                | 0                | 3               | 0               | 1               | 0               | 9        | 1      | 2           | 0          |
| S. Fernández      | 32               | 5                | 2                | 0                | 3               | 0               | 0               | 0               | 35       | 5      | 2           | 0          |
| S. Cazorla        | 38               | 9                | 2                | 0                | 4               | 0               | 0               | 0               | 42       | 9      | 2           | 0          |
| W. Caballero      | 28               | -35              | 2                | 1                | 4               | -6              | 0               | 0               | 32       | -41    | 2           | 1          |
| J. Mathijsen      | 28               | 0                | 5                | 0                | 3               | 0               | 0               | 0               | 31       | 0      | 5           | 0          |
| N. Monreal        | 31               | 0                | 1                | 0                | 2               | 0               | 1               | 0               | 33       | 0      | 2           | 0          |
| I. Kameni         | 0                | 0                | 0                | 0                | 1               | -1              | 0               | 0               | 1        | -1     | 0           | 0          |
| E. Maresca        | 19               | 2                | 1                | 0                | 1               | 0               | 0               | 0               | 20       | 2      | 1           | 0          |
| Duda              | 25               | 1                | 6                | 0                | 1               | 0               | 0               | 0               | 26       | 1      | 6           | 0          |
| Eliseu            | 25               | 2                | 3                | 1                | 3               | 0               | 0               | 0               | 28       | 2      | 3           | 1          |
| J. Baptista       | 4                | 1                | 1                | 0                | 0               | 0               | 0               | 0               | 4        | 1      | 1           | 0          |
| D. Buonanotte     | 10               | 0                | 1                | 0                | 4               | 1               | 1               | 0               | 14       | 1      | 2           | 0          |
| S. Sánchez        | 18               | 0                | 7                | 0                | 3               | 1               | 1               | 0               | 21       | 1      | 8           | 0          |
| Isco              | 32               | 5                | 5                | 2                | 3               | 0               | 0               | 0               | 35       | 5      | 5           | 2          |
| S. Rondón         | 37               | 11               | 1                | 0                | 3               | 0               | 1               | 0               | 40       | 11     | 2           | 0          |
| H. Rosário        | 0                | 0                | 0                | 0                | 0               | 0               | 0               | 0               | 0        | 0      | 0           | 0          |
| C. Kameni         | 9                | -9               | 0                | 1                | 0               | 0               | 0               | 0               | 9        | -9     | 0           | 1          |
| Edinho            | 0                | 0                | 0                | 0                | 0               | 0               | 0               | 0               | 0        | 0      | 0           | 0          |
| Juanmi            | 6                | 1                | 0                | 0                | 1               | 1               | 0               | 0               | 7        | 2      | 0           | 0          |
| F. Portillo       | 2                | 0                | 0                | 0                | 1               | 0               | 0               | 0               | 3        | 0      | 0           | 0          |
| Recio             | 8                | 0                | 2                | 0                | 0               | 0               | 0               | 0               | 8        | 0      | 2           | 0          |
| P. Freixanet      | 0                | 0                | 0                | 0                | 0               | 0               | 0               | 0               | 0        | 0      | 0           | 0          |
| J. Malagueño      | 0                | 0                | 0                | 0                | 0               | 0               | 0               | 0               | 0        | 0      | 0           | 0          |
| T. Casamayor      | 0                | 0                | 0                | 0                | 0               | 0               | 0               | 0               | 0        | 0      | 0           | 0          |